# Colmar Schulte-Goltz
Colmar Schulte-Goltz (* 10. Juni 1973 in Hagen) ist ein deutscher Kunsthistoriker und Galerist.

## Leben
Colmar Schulte-Goltz studierte Kunstgeschichte an der Ruhr-Universität Bochum (M.A.) und war für die Staatsgalerie Stuttgart sowie projektbezogen für das Museum Folkwang tätig. Von 2002 bis 2006 arbeitete er als Dozent an der Ruhr-Universität Bochum. Im Stadtmuseum Hattingen ist er Kurator für junge Kunst.
Zusammen mit Oliver Noelte betreibt er seit 2002 die Galerie „Kunstraum“ in Essen. Zudem eröffnete er die „Galerie Goltz an der Philharmonie“, ebenfalls in Essen. Bereits seine Urgroßmutter war Kunstsammlerin, Schulte-Goltz führt die Tradition mittlerweile in vierter Generation fort.
Ein breiteres Publikum erreichte Schulte-Goltz durch seine Auftritte als Kunstexperte in der ZDF-Fernsehsendereihe Bares für Rares, deren Expertenteam er seit der sechsten Staffel 2015/16 angehört.

## Veröffentlichungen
- Mit Silke Eikermann, Rita Kanne (Ill.): Idyllen – Rita Kanne. Anlässlich der Ausstellung „Idyllen“ vom 19. August bis 30. September 2001 in der Stadtgalerie im Elbeforum Brunsbüttel. Brunsbüttel 2001.
- Mit Domenico Lucchini, Erika Lehmann (Ill.): Erika Lehmann, Harmonisierung und Entfremdung. Objekte, Video, C-Graphik. Anlässlich der Ausstellung vom 11. März bis 24. April 2004 im Museum am Ostwall, Dortmund und der Ausstellung vom 10. Juni – 3. Juli 2004 im Centro Culturale Svizzero Milano, Galeria O'artoteca. 2004.
- Mit Anke Troschke, Vera Lossau (Ill.), Petra Kamburg (Hrsg.): Vera Lossau – Pokerface. Installation. Anlässlich der Ausstellung vom 26. Januar bis 2. März 2008. Ausstellungsreihe „Ganz im Zeichen der Frau“ im Stadtmuseum Hattingen. Hattingen 2008.
- Colmar Schulte-Goltz (Hrsg.), Mark-Steffen Bremer: Wolfgang Neumann: Mittelbemindert. Kerber Verlag, Bielefeld 2009. ISBN 3-86678-143-1
- Mit Martin Herler (Ill.), Arne Petersen (Hrsg.): Martin Herler. Durch die Blume. Anlässlich der Ausstellung „Martin Herler – Durch die Blume“ vom 27. Februar bis 18. April 2010 in der Galerie BASF Schwarzheide GmbH. Schwarzheide 2010.
- Mit James Larsen (Ill.), Arne Petersen (Hrsg.): James Larsen – Rendezvous. Anlässlich der Ausstellung „James Larsen. Rendezvous“ vom 4. Februar bis 15. April 2012 in der Galerie der BASF Schwarzheide GmbH. Schwarzheide 2012.